# Apamea aliena
Apamea aliena är en fjärilsart som beskrevs av Philogène Auguste Joseph Duponchel. Apamea aliena ingår i släktet Apamea och familjen nattflyn. Inga underarter finns listade i Catalogue of Life.